# 费斯托斯
费斯托斯（希臘語：Φαιστός）是希腊克里特大区伊拉克利翁专区的一个市镇，位于克里特岛中南部，行政中心为米雷斯。市镇面积为410.8平方公里，2011年人口数量为24,466人。该市镇的名字来源于古希腊城市斐斯托斯。

## 行政
现今的费斯托斯市镇是在2011年地方政府改革中设立的，由原3个市镇合并而成，而原市镇则成为新市镇的市区。